# Джоанна (персонаж)
Джоа́нна (англ. Johanna) — вымышленный персонаж, фигурирующий во многих адаптациях истории о Суини Тодде. В первой обработанной версии, рассказе «Жемчужная нить» Томаса Пекетта Преста, её имя Джоанна Оукли и она не связана родственными узами с Тоддом. В более поздней адаптации, мюзикле «Суини Тодд, демон-парикмахер с Флит-стрит», основанном на пьесе Кристофера Бонда, она дочь Бенджамина Баркера, который после побега с каторги возвращается в Лондон и под именем Суини Тодда начинает мстить людям, сфальсифицировавшим обвинение против него.
Споры о том, существовала ли Джоанна, а также другие персонажи истории, в действительности, до сих пор продолжаются.

## История
Впервые персонаж Джоанны появляется в рассказе «Жемчужная нить» Томаса Пекетта Преста, хотя предполагают, что городская легенда о брадобрее-убийце возникла раньше книги: ещё до «Жемчужной нити» в Великобритании было издано несколько произведений с похожим сюжетом. Персонажи и их сюжетная роль были различны, однако, кроме Суини Тодда, в большинстве адаптаций появлялись миссис Ловетт, Тобиас Рагг и Джоанна.
В «Жемчужной нити» Джоанна Оукли — возлюбленная моряка по имени Марк Инждестри, пропавшего во время одного из плаваний. Его друг, лейтенант Торнхилл, приезжает в Лондон чтобы передать ей подарок Марка — жемчужную нить. Однако и Торнхилл исчезает; последний раз его видели около цирюльни Суини Тодда. Оукли, давно подозревающая брадобрея в убийстве клиентов, переодевается в мальчика и устраивается к Тодду на работу, надеясь найти доказательства своей теории. После того, как Марк, всё это время запертый в подвалах для того, чтобы помогать миссис Ловетт готовить из человеческого мяса пирожки, раскрывает преступления Тодда и Ловетт, Джоанна и Инджестри женятся.
В первой экранизации 1928 года истории роль Джоанны исполнила британская актриса Зои Палмер. В фильме «Суини Тодд, демон-парикмахер с Флит-стрит» (1939) её сыграла Ив Листер. В картине «Кровожадный мясник» (1970), где её имя Джоанна Джеффри, — Аннабелла Вуд. В мюзикле 1979 года, сюжетная роль Джоанны в котором значительно изменена, её роль исполняли такие актрисы, как Бетси Джослин, Сара Райс и Лаурен Молина. В его экранизации (2007) — Джейн Вайзнер (а также Грейси Мэй, Ава Мэй и Габриэлла Фримэн в роли Джоанны в детстве).